# Sierra de Tepequém
La Sierra de Tepequém (en portugués: Serra do Tepequém) es una cadena montañosa ubicada en el municipio de Amajari en Roraima al norte del país sudamericano de Brasil. En ella el pueblo Vila do Paiva y el de Vila de Cabo Sobral. El Tepequém es visto como un punto turístico de alto potencial.
La Sierra de Tepequém está a 210 kilómetros de Boa Vista la capital del estado, y una carretera de asfalto y óptima señalizaciones va a la Vila Paiva (pueblo principal de la Sierra).
La Sierra de Tepequém fue cambiada radicalmente debido a la explotación intensa y descontrolada de diamantes , un ejemplo de esto es la cascada de Funil que adquirió esta forma después de numerosas explosiones de dinamita hechas por los mineros.